# Сосновая Поляна (платформа)
Сосно́вая Поля́на — железнодорожная платформа в черте Санкт-Петербурга на двухпутном перегоне Лигово - Стрельна линии Санкт-Петербург — Калище. Расположена возле пересечения проспекта Народного Ополчения и улицы Пограничника Гарькавого. Название происходит от наименования исторического района Сосновая Поляна.
Ранее платформа также обслуживала пригородное направление на Краснофлотск, которое было закрыто в 2011 году.
В 1933 году через остановочный пункт прошла электрификация от ст. Ленинград-Балтийский до ст. Ораниенбаум-I. Это был первый электрифицированный участок на Октябрьской железной дороге. Тогда напряжение в контактной сети составляло 1,5 кВ постоянного тока. 
В 1948 году после разрушений в результате боевых действий во время ВОВ было восстановлено движение электросекций. Были заново построены две высокие боковые пассажирские платформы и устройства контактной сети.
В 1967 году этот участок был переведён на напряжение 3,3 кВ постоянного тока.

## Пересадка на общественный транспорт
Рядом с платформой проходят маршруты автобусов № 130, 163, 203, 229, 333 и трамвая № 52.

## Перспективы
Планируется строительство наземного вестибюля станции метрополитена «Сосновая Поляна». Согласно Плану развития Петербургского метрополитена продление Красносельско-Калининской линии от «Юго-Западной» до станции «Сосновая Поляна» с промежуточными станциями «Петергофское шоссе», «Улица Доблести» и «Брестская» намечается на 2026—2027 годы.